# Liga Madariaguense de Fútbol
La Liga Madariaguense de fútbol es una "liga regional de fútbol" perteneciente al partido de General Madariaga de la Provincia de Buenos Aires en la República Argentina. Fue fundada el 16 de septiembre de 1932.
Su jurisdicción comprende a los partidos de: General Madariaga, Pinamar y Villa Gesell.
Su actual campeón es Atlético de Villa Gesell, quien ganó el torneo apertura en 2025. 
Sus clubes fundadores fueron: Cosme, El León, Ferroviario e Independiente. El presidente de la Liga Madariaguense de fútbol es Carlos Salvarezza.

## Clubes participantes
| Club                                       | Ciudad          | Fundación | Temporadas totales | Títulos |
| ------------------------------------------ | --------------- | --------- | ------------------ | ------- |
| Asociación Deportiva Atlético Villa Gesell | Villa Gesell    | 1974      | -                  | 20      |
| Centro Deportivo Nuevo Amanecer            | Ostende         | 2001      | 11                 | 0       |
| Club Atlético San Vicente                  | Pinamar         | 1968      | -                  | 3       |
| Club Defensores de Valeria                 | Valeria del Mar | 1982      | 9                  | 1       |
| Club Deportivo El León                     | Madariaga       | 1920      | -                  | 16      |
| Club Atlético Huracán Madariaga            | Madariaga       | 1951      | -                  | 6       |
| Club Deportivo Los del Clan                | Madariaga       | 1964      | -                  | 5       |
| Club Deportivo Juventud Unida Madariaga    | Madariaga       | 1951      | 61                 | 14      |
| Club Social y Deportivo Pinamar            | Pinamar         | 1956      | -                  | 6       |
| Club Social y Deportivo San Lorenzo        | Villa Gesell    | 1969      | -                  | 3       |
| Escuela de Fútbol Defensores del Oeste     | Villa Gesell    | 2005      | -                  | 0       |
| Racing Club de Madariaga                   | Madariaga       | 2005      | 7                  | 0       |
| Club Atlético Deportivo Marroquí           | Villa Gesell    | 2012      | 1                  | 0       |

## Estadísticas

### Campeones
| Torneo        | Campeón                 | Subcampeón              |
| ------------- | ----------------------- | ----------------------- |
| 1932          | Independiente           | -                       |
| 1933          | Cosme                   | -                       |
| 1934          | El León                 | -                       |
| 1935          | Cosme                   | -                       |
| 1936          | Cosme                   | -                       |
| 1937          | Cosme                   | -                       |
| 1938          | Cosme                   | -                       |
| 1939          | El León                 | -                       |
| 1940          | Independiente           | -                       |
| 1941          | Cosme                   | -                       |
| 1942          | Independiente           | -                       |
| 1943          | Independiente           | -                       |
| 1944          | Independiente           | -                       |
| 1945          | Independiente           | -                       |
| 1946          | Independiente           | -                       |
| 1947          | Cosme                   | -                       |
| 1948          | El León                 | -                       |
| 1949          | Independiente           | -                       |
| 1950          | El León                 | -                       |
| 1951          | Chacarita Jrs.          | -                       |
| 1952          | Cosme                   | -                       |
| 1953          | Independiente           | -                       |
| 1954          | El León                 | -                       |
| 1955          | Huracán                 | -                       |
| 1956          | Juventud Unida          | -                       |
| 1957          | Independiente           | -                       |
| 1958          | Huracán                 | -                       |
| 1959          | Huracán                 | -                       |
| 1960          | Cosme                   | -                       |
| 1961          | Huracán                 | -                       |
| 1962          | Cosme                   | -                       |
| 1963          | Cosme                   | -                       |
| 1964          | El León                 | -                       |
| 1965          | Cosme                   | -                       |
| 1966          | Cosme                   | -                       |
| 1967          | Cosme                   | -                       |
| 1968          | Campeonato no disputado | Campeonato no disputado |
| 1969          | Campeonato no disputado | Campeonato no disputado |
| 1970          | Cosme                   | -                       |
| 1971          | Cosme                   | -                       |
| 1972          | Los del Clan            | -                       |
| 1973          | Atlético Villa Gesell   | -                       |
| 1974          | Juventud Unida          | -                       |
| 1975          | Los del Clan            | -                       |
| 1976          | San Juan Bautista       | -                       |
| 1977          | Los del Clan            | -                       |
| 1978          | San Juan Bautista       | -                       |
| 1979          | Los Centrales           | -                       |
| 1980          | Juventud Unida          | -                       |
| 1981          | San Lorenzo             | -                       |
| 1982          | Independiente           | -                       |
| 1983          | Cosme                   | -                       |
| 1984          | Independiente           | -                       |
| 1985          | Los del Clan            | -                       |
| 1986          | Los del Clan            | -                       |
| 1987          | El León                 | -                       |
| 1988          | El León                 | -                       |
| Apertura 1989 | Social Mar de Ajó       | -                       |
| Clausura 1989 | Atlético Villa Gesell   | -                       |
| 1990          | San Bernardo            | -                       |
| 1991          | Atlético Villa Gesell   | -                       |
| Apertura 1992 | Juventud Unida          | -                       |
| Clausura 1992 | Juventud Unida          | -                       |
| Apertura 1993 | Atlético Villa Gesell   | -                       |
| Clausura 1993 | Atlético Villa Gesell   | -                       |
| 1994          | Juventud Unida          | -                       |
| 1995          | Atlético Villa Gesell   | -                       |
| 1996          | San Jose (General Pirán | -                       |
| Apertura 1997 | Huracán                 | -                       |
| Clausura 1997 | Juventud Unida          | -                       |
| 1998          | Juventud Unida          | -                       |
| 1999          | Defensores Unidos       | -                       |
| Apertura 2000 | San Vicente             | -                       |
| Clausura 2000 | Defensores Unidos       | -                       |
| Apertura 2001 | San Lorenzo             | -                       |
| Clausura 2001 | San Vicente             | -                       |
| Apertura 2002 | San Vicente             | -                       |
| Clausura 2002 | Atlético Villa Gesell   | -                       |
| Apertura 2003 | Deportivo Pinamar       | -                       |
| Clausura 2003 | Atlético Villa Gesell   | -                       |
| Apertura 2004 | Juventud Unida          | -                       |
| Clausura 2004 | Atlético Villa Gesell   | -                       |
| Apertura 2005 | Atlético Villa Gesell   | -                       |
| Clausura 2005 | Atlético Villa Gesell   | -                       |
| 2006          | Atlético Villa Gesell   | -                       |
| Apertura 2007 | Atlético Villa Gesell   | -                       |
| Clausura 2007 | San Vicente             | -                       |
| Apertura 2008 | San Lorenzo             | -                       |
| Clausura 2008 | Deportivo Pinamar       | Juventud Unida          |
| Apertura 2009 | Juventud Unida          | San Vicente             |
| Clausura 2009 | Juventud Unida          | Atlético Villa Gesell   |
| Apertura 2010 | El León                 | -                       |
| Clausura 2010 | El León                 | Los del Clan            |
| 2011          | Juventud Unida          | -                       |
| Apertura 2012 | El León                 | Los del Clan            |
| Clausura 2012 | Atlético Villa Gesell   | -                       |
| Apertura 2013 | El León                 |                         |
| Apertura 2014 | Atlético Villa Gesell   | -                       |
| Clausura 2014 | Atlético Villa Gesell   | -                       |
| Apertura 2015 | El León                 | -                       |
| Clausura 2015 | Atlético Villa Gesell   | -                       |
| Apertura 2016 | El León                 | -                       |
| Clausura 2016 | Atlético Villa Gesell   | -                       |
| 2017          | San Vicente             | -                       |
| Apertura 2018 | El León                 | -                       |
| Clausura 2018 | El León                 | -                       |
| Apertura 2019 | San Vicente             | -                       |
| Clausura 2019 | Deportivo Pinamar       | -                       |
| 2021          | Juventud Unida          |                         |
| Apertura 2022 | Deportivo Pinamar       | Juventud Unida          |
| Clausura 2022 | Deportivo Pinamar       | Atletico Villa Gesell   |
| Apertura 2023 | Defensores de Valeria   | -                       |
| Clausura 2023 | Atlético Villa Gesell   | -                       |
| Apertura 2024 | Juventud Unida          | El leon                 |
| Clausura 2024 | Atlético Villa Gesell   | Juventud Unida          |
| Apertura 2025 | Atlético Villa Gesell   | San Vicente             |

### Títulos
| Equipo                                        | Campeón | Temporadas como campeón |
| --------------------------------------------- | ------- | --- |
| Atlético Villa Gesell                         | 21      | 1973, Clausura 1989, 1991, Apertura 1993, Clausura 1993, 1995, Clausura 2002, Clausura 2003, Clausura 2004, Apertura 2005, Clausura 2005, 2006, Apertura 2007, Clausura 2012, Apertura 2014, Clausura 2014; Clausura 2015; Clausura 2016; Clausura 2023; Clausura 2024. Apertura 2025; |
| Club Atlético Cosme                           | 17      | 1933, 1935, 1936, 1937, 1938, 1941, 1947, 1952, 1960, 1962, 1963, 1965, 1966, 1967, 1970, 1971, 1983 |
| Club Deportivo El Leon                        | 16      | |
| Club Deportivo Juventud Unida Madariaga       | 14      | 1956, 1974, 1980, Apertura 1992, Clausura 1992, 1994, Clausura 1997, 1998, Apertura 2004, Apertura 2009, Clausura 2009, 2011, 2021, Apertura 2024. |
| Club Atlético Independiente                   | 12      | 1932, 1940, 1942, 1943, 1944, 1945, 1946, 1949, 1953, 1957, 1982, 1984 |
| Huracán                                       | 6       | 1955, 1958, 1959, 1961, 1996, Apertura 1997 |
| Club Atlético San Vicente                     | 6       | Apertura 2000, Clausura 2001, Apertura 2002, Clausura 2007, 2017, Apertura 2019 |
| Club Deportivo Pinamar                        | 6       | - |
| Club Deportivo Los del Clan                   | 5       | 1972, 1975, 1977, 1985, 1986 |
| Club Atlético San Lorenzo                     | 3       | 1981, Apertura 2001, Apertura 2008 |
| Club Atlético Defensores Unidos               | 2       | 1999, Clausura 2000 |
| Club Deportivo San Juan Bautista              | 2       | 1976, 1978 |
| Club Atlético Chacarita Jrs.                  | 1       | 1951 |
| Club Deportivo Los Centrales                  | 1       | 1979 |
| Asociación Fomento San Bernardo               | 1       | 1990 |
| Club Atlético San José (GP)                   | 1       | 1996 |
| Club Social Mar de Ajó                        | 1       | Apertura 1989 |
| Club Social y Deportivo Defensores de Valeria | 1       | Apertura 2023 |